# Schenkeliobunum tuberculatum
Genre
Synonymes
- Thrasychiroides Schenkel, 1963 nec Soares & Soares, 1947

Espèce
Synonymes
- Thrasychiroides tuberculatus Schenkel, 1963

Schenkeliobunum tuberculatum, unique représentant du genre Schenkeliobunum, est une espèce d'opilions eupnois de la famille des Sclerosomatidae.

## Distribution
Cette espèce est endémique du Viêt Nam.

## Description
L'holotype mesure 4,3 mm.

## Systématique et taxinomie
Cette espèce a été décrite sous le protonyme Thrasychiroides tuberculatus par Schenkel en 1963. Le nom Thrasychiroides Schenkel, 1963 étant préoccupé par Thrasychiroides Soares & Soares, 1947, il est remplacé par Schenkeliobunum par Staręga en 1964.

## Étymologie
Ce genre est nommé en l'honneur d'Ehrenfried Schenkel.

## Publications originales
- Schenkel, 1963 : « Ostasiatische Opilioniden aus dem Muséum d'Histoire Naturelle de Paris. » Mémoires du Muséum National d'Histoire Naturelle, sér. A, Zoologie, vol. 25, no 2, p. 483–494 (texte intégral).
- Staręga, 1964 : « Materialien zur Kenntnis der ostasiatischen Weberknechte (Opiliones). I-IV. » Annales Zoologici, vol. 22, no 17, p. 387–410.